# Alassane Pléa
Alassane Alexandre Pléa (Lille, 10 de março de 1993) é um futebolista francês que atua como centroavante. Atualmente, joga pelo PSV Eindhoven.

## Carreira
Alassane Pléa começou a carreira no Nice.  Em 13 de julho de 2018, Plea se transferiu para o Borussia Mönchengladbach por 23 milhões de euros.

## Títulos
PSV Eindhoven
- Supercopa dos Países Baixos: 2025[3]